# Skærmydsler
Skærmydsler er et dansk teaterstykke skrevet af den danske forfatter Gustav Wied i 1901.
Det er et ganske kort stykke, som foregår i en lejlighed i København i slutningen af 1800-tallet. 
Der er fire personer med i stykket. Den unge Ellen, der går på universitetet. Hun bor hos sine to tanter; Clara og Herta Büllow. Den sidste person er den ældre professor Petersen, som tanterne har et godt øje til.
Et kendt citat fra stykket er: "Månen har den farve, som måner skal have".

## Handling
Den unge kvinde Ellen går til videnskabelige forelæsninger og kommer hjem og siger ting, som ryster de to gamle damer. Ikke mindst Tante Et, Clara Büllow, som mener at vide, hvordan Verden er skruet sammen, og bliver meget pikeret over at få stillet spørgsmål ved sine fasttømrede sandheder. Tante To, Hertha Büllow, vakler mellem at give sin søster ret, og prøve at gyde olie på vandene. Da professoren kommer på besøg, må han prøve på det samme.